# Sybra geminata
Sybra geminata är en skalbaggsart som först beskrevs av Johann Christoph Friedrich Klug 1833.  Sybra geminata ingår i släktet Sybra och familjen långhorningar.
Artens utbredningsområde är:
- Madagaskar.
- Seychellerna.

Inga underarter finns listade i Catalogue of Life.